# Fútbol en los Juegos Asiáticos de 1974
El fútbol en los Juegos Asiáticos de 1974 se celebró en Teherán, Irán, del 2 al 16 de septiembre de 1974.

## Medallistas
| Evento  | Oro | Plata | Bronce |
| ------- | --- | --- | --- |
| Hombres | Irán Mohammad Reza Adelkhani Ebrahim Ashtiani Mohammad Dastjerdi Mahmoud Etemadi Parviz Ghelichkhani Karo Haghverdian Nasser Hejazi Mohsen Houshangi Ali Jabbari Ghafour Jahani Ezzat Janmaleki Akbar Kargarjam Jafar Kashani Masih Masihnia Bahram Mavaddat Gholam Hossein Mazloumi Ali Parvin Mansour Rashidi Hassan Roshan Mohammad Sadeghi | Israel Menahem Bello Gidi Damti Yehoshua Feigenbaum Avraham Lev Eli Leventhal Yoel Massuari Meir Nimni Moshe Onana Zvi Rosen Yeshaayahu Schwager Shalom Schwarz Moshe Schweizer Itzhak Shum Itzhak Vissoker | Malasia R. Arumugam Wong Kam Fook Soh Chin Aun Santokh Singh Namat Abdullah Mohamed Chandran Harun Jusoh Shukor Salleh Wan Zawawi Ali Bakar Saharuddin Abdullah Wong Hee Kok Hanafiah Ali Mohamed Bakar Mokhtar Dahari Isa Bakar P. Umaparam Syed Ahmad |

## Equipos participantes
En cursiva, los debutantes en fútbol en los Juegos Asiáticos.
| Equipos participantes | Equipos participantes | Equipos participantes | Equipos participantes |
| --------------------- | --------------------- | --------------------- | --------------------- |
| Baréin                | Corea del Sur         | Irán                  | Malasia               |
| Burma                 | Filipinas             | Israel                | Pakistán              |
| China                 | India                 | Japón                 | Tailandia             |
| Corea del Norte       | Irak                  | Kuwait                |                       |

El sorteo se realizó pocos días antes del evento.
| Grupo A       | Grupo B         | Grupo C   | Grupo D  |
| ------------- | --------------- | --------- | -------- |
| Corea del Sur | India           | Japón     | Burma    |
| Kuwait        | China           | Israel    | Irán     |
| Tailandia     | Irak            | Malasia   | Pakistán |
| Baréin*       | Corea del Norte | Filipinas |          |

* Baréin luego se transfirió al Grupo D.

## Resultados

### Primera fase

#### Grupo A
| Pos. | Equipo        | Pts. | PJ | G | E | P | GF | GC | Dif. |  |
| ---- | ------------- | ---- | -- | - | - | - | -- | -- | ---- |  |
| 1    | Kuwait        | 6    | 2  | 2 | 0 | 0 | 7  | 2  | +5   |  |
| 2    | Corea del Sur | 3    | 2  | 1 | 0 | 1 | 1  | 4  | −3   |  |
| 3    | Tailandia     | 0    | 2  | 0 | 0 | 2 | 2  | 4  | −2   |  |

 Fuente: RSSSF
| 2 de septiembre de 1974, 16:00 | Kuwait                      | 3:2 (3:2) | Tailandia | Estadio Persépolis, Teherán |  |
|                                | Kamel ?', ?' · Al-Dakhil ?' | Reporte   | N/D       |                             |  |

| 4 de septiembre de 1974, 16:30 | Corea del Sur   | 1:0 (1:0) | Tailandia | Estadio Amjadieh, Teherán |  |
|                                | Ko Jae-wook 41' | Reporte   |           |                           |  |

| 6 de septiembre de 1974, 18:30 | Kuwait                          | 4:0 (3:0) | Corea del Sur | Estadio Aryamehr, Teherán |  |
|                                | Kamel 6', 25' · Yaqoub 40', 90' | Reporte   |               |                           |  |

#### Grupo B
| Pos. | Equipo          | Pts. | PJ | G | E | P | GF | GC | Dif. |  |
| ---- | --------------- | ---- | -- | - | - | - | -- | -- | ---- |  |
| 1    | Irak            | 9    | 3  | 3 | 0 | 0 | 5  | 0  | +5   |  |
| 2    | Corea del Norte | 6    | 3  | 2 | 0 | 1 | 6  | 2  | +4   |  |
| 3    | China           | 3    | 3  | 1 | 0 | 2 | 7  | 4  | +3   |  |
| 4    | India           | 0    | 3  | 0 | 0 | 3 | 2  | 14 | −12  |  |

 Fuente: RSSSF
| 2 de septiembre de 1974, 16:00 | Irak                                 | 3:0 (2:0) | India | Estadio Amjadieh, Teherán |  |
|                                | Jassam 19' · Hassan 27' · Kadhim 58' | Reporte   |       |                           |  |

| 2 de septiembre de 1974, 16:00 | Corea del Norte               | 2:0 (1:0) | China | Estadio Aryamehr, Teherán |  |
|                                | An Se-uk 35' · An Gil-wan 61' | Reporte   |       |                           |  |

| 4 de septiembre de 1974, 18:30 | China | 7:1 (3:0) | India     | Estadio Aryamehr, Teherán |  |
|                                | Wang Jilian 4', 25' · Li Guoning 10' (pen.), 58' · Liu Qingquan 50' · Rong Zhixing 76' · Chi Shangbin 82' | Reporte   | Rajvi 74' |                           |  |

| 4 de septiembre de 1974, 18:30 | Irak       | 1:0 (0:0) | Corea del Norte | Estadio Amjadieh, Teherán |  |
|                                | Jassam 68' | Reporte   |                 |                           |  |

| 6 de septiembre de 1974, 18:30 | Irak      | 1:0 (1:0) | China | Estadio Aryamehr, Teherán |  |
|                                | Hatim 24' | Reporte   |       |                           |  |

| 6 de septiembre de 1974, 18:30 | Corea del Norte                                        | 4:1     | India | Estadio Amjadieh, Teherán |  |
|                                | Hong Song-nam ?', ?' · Yang Song-guk · Myong Dong-chan | Reporte | Rajvi |                           |  |

#### Grupo C
| Pos. | Equipo    | Pts. | PJ | G | E | P | GF | GC | Dif. |  |
| ---- | --------- | ---- | -- | - | - | - | -- | -- | ---- |  |
| 1    | Israel    | 9    | 3  | 3 | 0 | 0 | 17 | 3  | +14  |  |
| 2    | Malasia   | 4    | 3  | 1 | 1 | 1 | 15 | 9  | +6   |  |
| 3    | Japón     | 4    | 3  | 1 | 1 | 1 | 5  | 4  | +1   |  |
| 4    | Filipinas | 0    | 3  | 0 | 0 | 3 | 0  | 21 | −21  |  |

 Fuente: RSSSF
| 3 de septiembre de 1974, 16:30 | Israel                                                                           | 8:3 (4:0) | Malasia                            | Estadio Aryamehr, Teherán |  |
|                                | Onana 4', 17' · Schwarz 9' · Feigenbaum 39' · Damti 47', 66', 89' · Massuari 75' | Reporte   | Zawawi 60' (pen.) · Ahmad 74', 83' |                           |  |

| 3 de septiembre de 1974, 16:30 | Japón                                | 4:0 (3:0) | Filipinas | Estadio Amjadieh, Teherán |  |
|                                | Kamamoto 1', 15', 44' · Watanabe 76' | Reporte   |           |                           |  |

| 5 de septiembre de 1974, 16:30 | Malasia   | 1:1 (0:0) | Japón         | Estadio Persépolis, Teherán |  |
|                                | Bakar 66' | Reporte   | Yoshimura 67' |                             |  |

| 5 de septiembre de 1974, 16:30 | Israel                                                                 | 6:0 (5:0) | Filipinas | Estadio Aryamehr, Teherán |  |
|                                | Schweizer 16', 42' · Damti 24' · Shum 31' · Onana 41' · Feigenbaum 90' | Reporte   |           |                           |  |

| 7 de septiembre de 1974, 16:00 | Malasia                                                                       | 11:0    | Filipinas | Estadio Persépolis, Teherán |  |
|                                | Dahari ?' (pen.), ?', ?', ?', ?' · Ahmad ?', ?' · Bakar ?', ?' · Jusoh ?', ?' | Reporte |           |                             |  |

| 7 de septiembre de 1974, 18:00 | Israel                          | 3:0 (0:0) | Japón | Estadio Aryamehr, Teherán |  |
|                                | Feigenbaum 55', 63' · Damti 86' | Reporte   |       |                           |  |

#### Grupo D
| Pos. | Equipo   | Pts. | PJ | G | E | P | GF | GC | Dif. |  |
| ---- | -------- | ---- | -- | - | - | - | -- | -- | ---- |  |
| 1    | Irán     | 9    | 3  | 3 | 0 | 0 | 15 | 1  | +14  |  |
| 2    | Burma    | 6    | 3  | 2 | 0 | 1 | 10 | 3  | +7   |  |
| 3    | Pakistán | 3    | 3  | 1 | 0 | 2 | 6  | 13 | −7   |  |
| 4    | Baréin   | 0    | 3  | 0 | 0 | 3 | 1  | 15 | −14  |  |

 Fuente: RSSSF
| 3 de septiembre de 1974, 18:30 | Irán                                                                     | 7:0 (4:0) | Pakistán | Estadio Amjadieh, Teherán |  |
|                                | Mazloumi 4', 44', 66' · Jabbari 11' · Parvin 28', 55' · Ghelichkhani 88' | Reporte   |          |                           |  |

| 3 de septiembre de 1974, 18:30 | Burma                                                | 4:0 (1:0) | Baréin | Estadio Persépolis, Teherán |  |
|                                | Yousif 17' (a.g.) · Ye Nyunt 51', 61' · Tin Wein 74' | Reporte   |        |                             |  |

| 5 de septiembre de 1974, 16:30 | Pakistán | 5:1 (4:0) | Baréin | Estadio Amjadieh, Teherán |  |
|                                | N/D      | Reporte   | N/D    |                           |  |

| 5 de septiembre de 1974, 18:30 | Irán                       | 2:1 (1:1) | Burma          | Estadio Aryamehr, Teherán |  |
|                                | Sadeghi 6' · Janmaleki 59' | Reporte   | Mya Kyaing 36' |                           |  |

| 7 de septiembre de 1974, 16:00 | Burma | 5:1 (1:1) | Pakistán | Estadio Aryamehr, Teherán |  |
|                                | N/D   | Reporte   | N/D      |                           |  |

| 7 de septiembre de 1974, 18:00 | Irán                                                                                                 | 6:0 (4:0) | Baréin | Estadio Amjadieh, Teherán |  |
|                                | Jahani 25' · Al-Durazi 28' (a.g.) · Ghelichkhani 32' · Etemadi 41' · Dastjerdi 46' · Haghverdian 73' | Reporte   |        |                           |  |

### Segunda fase

#### Grupo A
| Pos. | Equipo        | Pts. | PJ | G | E | P | GF | GC | Dif. |  |
| ---- | ------------- | ---- | -- | - | - | - | -- | -- | ---- |  |
| 1    | Irán          | 9    | 3  | 3 | 0 | 0 | 4  | 0  | +4   |  |
| 2    | Malasia       | 4    | 3  | 1 | 1 | 1 | 3  | 3  | 0    |  |
| 3    | Irak          | 2    | 3  | 0 | 2 | 1 | 1  | 2  | −1   |  |
| 4    | Corea del Sur | 1    | 3  | 0 | 1 | 2 | 3  | 6  | −3   |  |

 Fuente: RSSSF
| 9 de septiembre de 1974, 16:30 | Irán           | 1:0 (1:0) | Malasia | Estadio Aryamehr, Teherán |  |
|                                | Ali Parvin 17' | Reporte   |         |                           |  |

| 9 de septiembre de 1974, 18:30 | Irak       | 1:1 (0:0) | Corea del Sur       | Estadio Aryamehr, Teherán |  |
|                                | Jassam 74' | Reporte   | Park Byung-chul 48' |                           |  |

| 11 de septiembre de 1974, 18:30 | Irán              | 2:0 (0:0) | Corea del Sur | Estadio Aryamehr, Teherán |  |
|                                 | Mazloumi 74', 86' | Reporte   |               |                           |  |

| 11 de septiembre de 1974, 21:00 | Malasia | 0:0     | Irak | Estadio Aryamehr, Teherán |  |
|                                 |         | Reporte |      |                           |  |

| 13 de septiembre de 1974, 18:30 | Irán       | 1:0 (0:0) | Irak | Estadio Aryamehr, Teherán |  |
|                                 | Roshan 76' | Reporte   |      |                           |  |

| 13 de septiembre de 1974, 20:30 | Malasia                  | 3:2 (2:1) | Corea del Sur                        | Estadio Aryamehr, Teherán |  |
|                                 | Harun 10', 22' · Ali 78' | Reporte   | Lee Hoe-taik 12' · Park Yi-cheon 81' |                           |  |

#### Grupo B
| Pos. | Equipo          | Pts. | PJ | G | E | P | GF | GC | Dif. |  |
| ---- | --------------- | ---- | -- | - | - | - | -- | -- | ---- |  |
| 1    | Israel          | 9    | 3  | 3 | 0 | 0 | 7  | 0  | +7   |  |
| 2    | Corea del Norte | 4    | 3  | 1 | 1 | 1 | 4  | 4  | 0    |  |
| 3    | Kuwait          | 3    | 3  | 1 | 0 | 2 | 5  | 6  | −1   |  |
| 4    | Burma           | 1    | 3  | 0 | 1 | 2 | 4  | 10 | −6   |  |

 Fuente: RSSSF
| 10 de septiembre de 1974, 18:00 | Israel                                      | 3:0 (1:0) | Burma | Estadio Aryamehr, Teherán |  |
|                                 | Feigenbaum 31' · Schweitzer 49' · Damti 89' | Reporte   |       |                           |  |

| 10 de septiembre de 1974, 20:00 | Corea del Norte                     | 2:0 (1:0) | Kuwait | Estadio Aryamehr, Teherán |  |
|                                 | Cha Jung-sok 11' · Pak Jong-hun 46' | Reporte   |        |                           |  |

| 12 de septiembre de 1974, 18:30 | Kuwait                                             | 5:2 (2:0) | Burma                       | Estadio Aryamehr, Teherán |  |
|                                 | Yacoub ?', ?' · Kamil ?' · Mohammed ?' · Mullah ?' | Reporte   | Mya Kyaing ?' · Tin Sein ?' |                           |  |

| 12 de septiembre de 1974, 20:30                                                     | Israel | 2:0 (w/o) | Corea del Norte | Estadio Aryamehr, Teherán |  |
|                                                                                     |        | Reporte   |                 |                           |  |
| Israel obtuvo la victoria por 2-0 después de que Corea del Norte se negara a jugar. |        |           |                 |                           |  |

| 14 de septiembre de 1974, 19:00 | Corea del Norte | 2:2     | Burma | Estadio Aryamehr, Teherán |  |
|                                 | N/D             | Reporte | N/D   |                           |  |

| 14 de septiembre de 1974, 21:00                                            | Israel | 2:0 (w/o) | Kuwait | Estadio Aryamehr, Teherán |  |
|                                                                            |        | Reporte   |        |                           |  |
| Israel obtuvo la victoria por 2-0 después de que Kuwait se negara a jugar. |        |           |        |                           |  |

### Fase final

#### Partido por la medalla de bronce
| 16 de septiembre de 1974, 18:00 | Malasia        | 2:1 (0:0) | Corea del Norte  | Estadio Aryamehr, Teherán |  |
|                                 | Bakar 48', 81' | Reporte   | Kim Jong-min 58' |                           |  |

#### Partido por la medalla de oro
| 16 de septiembre de 1974, 20:00 | Irán            | 1:0 (1:0) | Israel | Estadio Aryamehr, Teherán |  |
|                                 | Shum 29' (a.g.) | Reporte   |        |                           |  |

|                                  |
| Bandera de Irán                  |
| Campeón invicto Irán 1.er título |

## Posiciones finales
| Pos               | Equipo          | PJ | G | E | P | GF | GC | DG  | Pts |
| ----------------- | --------------- | -- | - | - | - | -- | -- | --- | --- |
| Medalla de oro    | Irán            | 7  | 7 | 0 | 0 | 20 | 1  | +19 | 14  |
| Medalla de plata  | Israel          | 7  | 6 | 0 | 1 | 24 | 4  | +20 | 12  |
| Medalla de bronce | Malasia         | 7  | 3 | 2 | 2 | 20 | 13 | +7  | 8   |
| 4                 | Corea del Norte | 7  | 3 | 1 | 3 | 11 | 8  | +3  | 7   |
| 5                 | Irak            | 6  | 3 | 2 | 1 | 6  | 2  | +4  | 8   |
| 6                 | Kuwait          | 5  | 3 | 0 | 2 | 12 | 8  | +4  | 6   |
| 7                 | Burma           | 6  | 2 | 1 | 3 | 14 | 13 | +1  | 5   |
| 8                 | Corea del Sur   | 5  | 1 | 1 | 3 | 4  | 10 | −6  | 3   |
| 9                 | Japón           | 3  | 1 | 1 | 1 | 5  | 4  | +1  | 3   |
| 10                | China           | 3  | 1 | 0 | 2 | 7  | 4  | +3  | 2   |
| 11                | Pakistán        | 3  | 1 | 0 | 2 | 6  | 13 | −7  | 2   |
| 12                | Tailandia       | 2  | 0 | 0 | 2 | 2  | 4  | −2  | 0   |
| 13                | India           | 3  | 0 | 0 | 3 | 2  | 14 | −12 | 0   |
| 14                | Baréin          | 3  | 0 | 0 | 3 | 1  | 15 | −14 | 0   |
| 15                | Filipinas       | 3  | 0 | 0 | 3 | 0  | 21 | −21 | 0   |